# Liste der Biografien/Peq
Liste der Biografien |
Portal Biografien |
Personensuche
# |
A |
B |
C |
D |
E |
F |
G |
H |
I |
J |
K |
L |
M |
N |
O |
P |
Q |
R |
S |
T |
U |
V |
W |
X |
Y |
Z |
?
 
Pa |
Pc |
Pe |
Pf |
Ph |
Pi |
Pj |
Pk |
Pl |
Pm |
Pn |
Po |
Pr |
Ps |
Pt |
Pu |
Pv |
Pw |
Py
 
Pea |
Peb |
Pec |
Ped |
Pee |
Pef |
Peg |
Peh |
Pei |
Pej |
Pek |
Pel |
Pem |
Pen |
Peo |
Pep |
Peq |
Per |
Pes |
Pet |
Peu |
Pev |
Pew |
Pex |
Pey |
Pez
Die Liste der Biografien führt alle Personen auf, die in der deutschsprachigen Wikipedia einen Artikel haben. Dieses ist eine Teilliste mit 8 Einträgen von Personen, deren Namen mit den Buchstaben „Peq“ beginnt.

## Peq

### Pequ
- Péquart, Saint-Just (1881–1944), französischer Archäologe
- Péquégnot, Auguste (1819–1878), französischer Maler, Künstler und Steinhauer
- Pequegnot, Laure (* 1975), französische Skirennläuferin
- Pequeno, Paula (* 1982), brasilianische Volleyballspielerin
- Pequet, Henri (1888–1974), französischer Pilot und Flugpionier
- Péquignat, Pierre († 1740), schweizerischer Aufständischer
- Péquignot, Maurice (1918–2013), Schweizer Politiker (FDP)
- Péquignot, Xavier (1805–1864), Schweizer Politiker, Lehrer und Journalist